# Alegeri pentru Parlamentul European, 2019
Alegerile din 2019 pentru Parlamentul European au avut loc între 23 și 26 mai 2019. Primele alegeri directe au avut loc în 1979. Un număr de 751 de deputați au fost aleși în Parlamentul European, aceștia reprezintă mai mult de 512 milioane de persoane din 28 de state membre. În februarie 2018 Parlamentul European a votat scăderea numărul deputaților de la 751 la 705, în cazul în care Regatul Unit urma să se retragă din Uniunea Europeană la 29 martie 2019. Cu toate acestea, Regatul Unit a participat alături celelalte state membre ale U.E. după o prelungire a articolului 50 până la 31 octombrie 2019. În consecință, alocarea locurilor între statele membre și numărul total de locuri au rămas la fel ca în 2014. Al nouălea Parlament European a avut prima sa sesiune plenară la 2 iulie 2019.

## Noua lege
La 7 iunie 2018 Consiliul Europei a convenit la nivelul ambasadorilor să modifice legea electorală a Uniunii Europene și să reformeze vechile legi din Legea Electorală promulgată în 1976. Scopul reformei este creșterea participării europenilor la alegeri, creșterea nivelului de înțelegere a caracterului acestora și prevenirea votului neregulat, respectând, în același timp, tradițiile constituționale și electorale ale statelor membre. Reforma interzice dubla votare și votare în țările terțe, îmbunătățind astfel vizibilitatea partidelor politice europene. Pentru a evita votul dublu, autoritățile sunt înștiințate pentru a face schimb de date despre alegători, proces care trebuie să înceapă cu cel puțin șase săptămâni înainte de alegeri. 
Parlamentul European și-a dat consimțământul la 4 iulie 2018, iar actul a fost adoptat de Consiliu la 13 iulie 2018. Cu toate acestea, nu toate statele membre au ratificat legea înainte de alegerile din 2019 și, prin urmare, aceste alegeri au avut loc în conformitate cu normele anterioare.  

## Grupuri politice și candidați
Procesul Spitzenkandidat implică numirea de către partidele politice europene a candidaților la funcția de președinte al Comisiei Europene, partidul care a castigat cele mai multe locuri în Parlamentul European primeste întâietate de a încerca să formeze o majoritate pentru a-și sprijini candidații proprii. Acest proces a fost folosit pentru prima dată în 2014. Viitorul procesului este incert, însă Parlamentul European a încercat să codifice procesul, iar părțile sunt aproape de a-și selecta din nou candidații proprii. La 23 ianuarie 2018, Comitetul pentru afaceri constituționale a adoptat un text prin care se menționa că "procesul Spitzenkandidat" nu a putut fi anulat, și că Parlamentul "va fi gata să respingă orice candidat în procedura de investitură a președintelui Comisiei care nu a fost numit Spitzenkandidat în cursa pentru alegerile europene. 

### Partidul Popular European
Doi candidați au solicitat numirea în PPE:
Alexander Stubb care a fost vicepreședintele Băncii Europene de Investiții, fost prim-ministru, ministru de externe și ministru al finanțelor din Finlanda.
Manfred Weber, actualul lider al grupului Partidului Popular European din Parlamentul European și membru al Uniunii social-creștine din Bavaria care este susținut de Angela Merkel ca Spitzenkandidat pentru partid. 
La Congresul din 2018 în Helsinki, PPE l-a ales pe Manfred Weber drept Spitzenkandidat pentru Președintele Comisiei Europene.

### Partidul Socialiștilor Europeni
Candidatul Martin Schulz a părăsit Parlamentul European în anul 2017, pentru a conduce Partidul Social Democrat din Germania, dar a demisionat din această poziție în 2018. Doi candidați au fost nominalizați de către partidelele și organizațiile membre ale PES:
Maroš Šefčovič (vicepreședinte al Comisiei) a anunțat, în septembrie, cererea sa de a conduce Comisia Europeană. Frans Timmermans (primul vicepreședinte al Comisiei, fost ministru olandez al afacerilor externe) a anunțat în octombrie dorința sa de a conduce Comisia. Șefčovič și-a anunțat retragerea în noiembrie 2018 și l-a sprijinit pe Frans Timmermans în calitate de candidat comun al partidului. Partidul va convoca un Congres extraordinar la Lisabona pentru a ratifica alegerea candidatului și a vota președintele.

### Conservatorii și reformatorii europeni
Jan Zahradil, deputat în Partidul Civic Democrat din Ceh, este Spitzenkandidat al Conservatorilor și Reformiștilor Europeni.

### Partidul Verzilor Europeni
Ca și în 2014, Grupul Verzilor a adoptat principiul de a avea doi candidați principali la alegerile europene din 2019 . Spre deosebire de anul 2014, unde candidații au fost aleși prin intermediul unor alegeri primare online deschise, cei doi candidați principali au fost aleși de Consiliul Partidului la Berlin, în noiembrie 2018  Four people, two of them being currently MEPs, have declared their candidacy: Patru persoane, dintre care două sunt în prezent deputați europeni, și-au prezentat candidatura: 
Petra De Sutter senator și membru al Adunării Parlamentare a Consiliului Europei și candidat al lui Groen la alegerile din 2019 și Ska Keller deputat în Parlament și candidat al Alianței 90/Verzii în alegerile din 2019, Bas Eickhout care este deputat și candidat la GroenLinks în alegerile din 2019, Atanas Schmidt fiind nominalizat de Zelena Partija din Bulgaria.
La Congresul din 2018 din Berlin, partidul la ales pe Ska Keller și pe Bas Eickhout drept Spitzenkandidat pentru Președintele Comisiei Europene.